# 波兹南市政厅

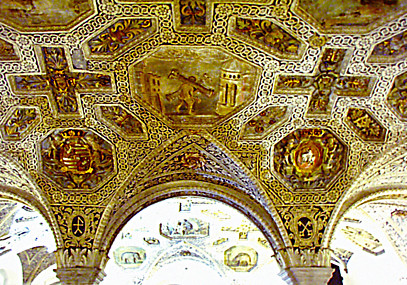
文艺复兴装饰

波兹南市政厅（波兰语：Ratusz）是位於波蘭波兹南的一座建筑，位于市中心的旧市集广场，面向东方，1939年以前一直是该市的行政大楼。其特点是装饰华丽的拱廊。目前市政厅用于开设波兹南历史博物馆，是波兹南国家博物馆的一个分馆。 
波兹南市政厅内的壁画表现阿基米德、维特鲁威、维吉尔、荷马、查士丁尼一世、贺拉斯、斯巴达克以及哈尔摩狄奥斯和阿里斯托革顿等古代世界著名人物。拱廊则有成对代表耐心、谨慎、慈善、正义、信心、盼望、勇气、节制等美德的女性形象。最后一对是古代的两个著名的妇女：柳克丽霞（矛穿过乳房）和克娄巴特拉（蛇缠绕在双臂）。 
阁楼上陈列有从雅盖沃和雅德维加到西吉斯蒙德二世的雅盖洛王朝统治者名单。在阁楼中间有一个小塔，上面的时钟由两只山羊控制.每天中午12时，两只山羊会撞头12下。

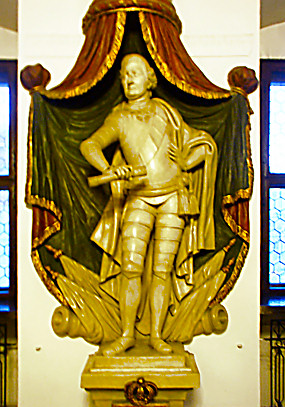
大理石雕像

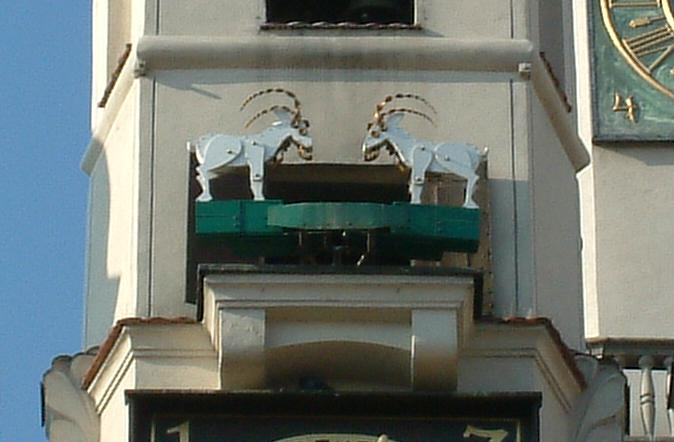
山羊

## 历史
波兹南的市政厅在1310年首次见于拉丁文文献记载。这座建筑完成于1300年，瓦茨拉夫二世在位期间。在16世纪，建筑得到了加固，屋顶增建了角楼，立面由乔瓦尼巴蒂斯塔迪Giovanni Battista di Quadro设计了一个美丽的三层拱廊. 1504年至1508年之间内部进行了改造。

## 乌鸦国王的传说
有一天，塔楼吹号手的儿子波尔柯发现一只翅膀被射穿的乌鸦。男孩怜悯这支乌鸦，带他回家照顾。一天晚上，男孩被一个头戴王冠、身披紫色斗篷的地精叫醒。地精感谢善良的男孩，给他一个金色小号，告诉他当面临危险时就吹号。然后他又变成乌鸦飞走了。几年后，波尔柯接替他父亲担任塔楼吹号手。一支外国军队攻打波兹南，当攻击者已经爬上城墙，男孩想起了乌鸦王。他跑到塔顶，开始吹小号。乌云开始聚集在地平线上，然后变成巨大的乌鸦杀手，迫使敌军撤退。而波尔柯也由于惊讶而失去了金色小号。